# 2-Methoxyethylquecksilberacetat
2-Methoxyethylquecksilberacetat, auch unter seinem Handelsnamen Panogen Metox bekannt, ist eine außerordentlich giftige Organometallverbindung des Quecksilbers. Sie wurde zur Saatgutbeize verwendet und ersetzte dabei das ältere Panogen.

## Gewinnung und Darstellung
2-Methoxyethylquecksilberacetat kann durch eine Oxymercurierung von Ethen mit Quecksilber(II)-acetat und Methanol gewonnen werden.

## Zulassung
2-Methoxyethylquecksilberacetat ist in der Europäischen Union und in der Schweiz nicht als Pflanzenschutzwirkstoff zugelassen.